# Blacy (Yonne)
Blacy es una localidad y comuna francesa situada en la región de Borgoña, departamento de Yonne, en el distrito de Avallon y cantón de L'Isle-sur-Serein.

## Demografía
| 360 | 312 | 298 | 325 | 322 | 345 | 316 | 303 | 268 | 274 | 292 | 249 | 268 | 273 | 309 | 238 | 240 | 230 | 213 | 199 | 145 | 142 | 104 | 110 | 104 | 85 | 85 | 86 | 90 | 90 | 89 | 90 | 103 |
| Para los censos de 1962 a 1999 la población legal corresponde a la población sin duplicidades (Fuente: INSEE [Consultar]) |     |     |     |     |     |     |     |     |     |     |     |     |     |     |     |     |     |     |     |     |     |     |     |     |    |    |    |    |    |    |    |     |